# Joan Llorens i Carrió
Joan Llorens i Carrió (Barcelona, 1934) és un empresari i directiu d'empreses en el camp de l'automoció.

## Biografia
És doctor Enginyer Industrial per l'Escola d'Enginyers Industrials de Barcelona des de 1967, graduat en Administració d'empreses per l'IESE de Barcelona i per la School of Business de la Universitat Stanford de Califòrnia el 1987.
De jove treballà per a l'Institut Nacional d'Indústria (INI). Fou directiu d'ENASA-Pegaso i president de la Confederació Espanyola d'Automoció del 1989 al 1994. Del 1993 al 1997 fou cap del comitè executiu de SEAT. El 1998 va rebre la Creu de Sant Jordi. En 2013 ingressà com a acadèmic de número a la Reial Acadèmia de Ciències Econòmiques i Financeres.